# Neide Sá
Neide Dias de Sá (Rio de Janeiro, 2 de novembro de 1940) é uma artista plástica brasileira e a única mulher fundadora do movimento de vanguarda Poema/processo, entre 1967 e 1972. Suas obras são gráficas, têm uma estética geométrica minimalista e são consideradas participativas, sendo filme, colagem, fotogramas e instalações os principais meios utilizados pela artista. Neide também costuma abordar temas como a leitura visual e a semiótica.

## Biografia
Neide de Sá nasceu na cidade do Rio de Janeiro, em 1940, onde vive atualmente. Fundou o grupo de vanguarda Poema/processo em 1967 e, em 1976, ingressou na Pontifícia Universidade Católica do Rio de Janeiro para estudar programação visual. Entre as décadas de 1970 e 1980, estudou pintura e gravura na Escola de Artes Visuais do Parque Lage e no Museu de Arte Moderna do Rio de Janeiro.
Já em 1983, realizou pós-graduação em Arte Educação no Instituto Metodista Benett. Entre 1966 e 1883, dirigiu o Núcleo de Arte Heitor dos Prazeres.

## Carreira
Como artista, Neide começou sua carreira na década de 1960, associando-se a ideias radicais e politicamente engajadas do movimento de vanguarda Poema/processo. O grupo ficou conhecido por rasgar livros clássicos brasileiros como forma de protesto contra a literatura tradicional.
Na década de 1980, a artista passou a produzir obras consideradas participativas, nas quais o corpo do observador faz parte da concepção da obra.
Neide também é conhecida pela publicação das obras Ponto 1, Ponto 2, Processo, Vírgula e A Corda, de 1967, além das esculturas Prismas e Circunferências, ambas de 1973.
Suas obras frequentemente integram mostras e exposições que abordam artistas importantes da arte contemporânea brasileira, como Matizes do Brasil, Fecha os Olhos e Veja, História da Poesia Visual Brasileira, Arte-veículo, do Sesc Pompeia, e Mulheres na Coleção MAR, do Museu de Arte do Rio. Ainda chegou a integrar exposições no Museo Nacional Centro de Arte Reina Sofía e na Pinacoteca do Estado de São Paulo.
Participou de várias bienais, como a Bienal de Veneza, em 1978, as Bienais de São Paulo em 1974 e 1978, assim a Bienal do México, em 1990.

## Exposições
- O ventre da Terra, exposição coletiva na Galeria Superfície, 2021[13]
- Estrutura poética, ruptura e resistência, Galeria Superfície, 2018[13]

- Revelação dos Rastros, Pinturas e Livros Objetos, Margs, 1998[6]
- Laços de Cumplicidade. Escritório de Arte de Boscan e Erasmo Rocha, Galeria Casas Jove, 1993[6]
- IAB, Rio de Janeiro, 1991[6]

- Livros de Artista, Centro I'L Brandale, 1980[6]